# Mispila celebensis
Mispila celebensis là một loài bọ cánh cứng trong họ Cerambycidae.